# Östra Ljungby
Östra Ljungby is een dorp in de gemeente Klippan in het in Zweden gelegen landschap Skåne en de provincie Skåne län. Het heeft een inwoneraantal van 893 (2005) en een oppervlakte van 96 hectare. Östra Ljungby wordt voornamelijk omringd door landbouwgrond en net ten noorden van de plaats loopt de rivier de Pinnån.

## Verkeer en vervoer
Langs de plaats lopen de E4 en Riksväg 13.
Klippan · Ljungbyhed · Östra Ljungby · Stidsvig · Klippans bruk · Krika · Riseberga · Allarp · Skäralid · Källna · Tornsborg · Färingtofta · Bonnarp · Gråmanstorp · Forsby